# Тунгуський метеорит
Тунгу́ський метеори́т — поширена назва великого об'єкта, що вибухнув 30 червня 1908 року в басейні річки Підкам'яна Тунгуска в Сибіру.
За свідченнями 30 червня 1908 року о 7 годині 14,5±0,8 хвилин за місцевим часом (0 год 14,5 хв за Гринвічем) над басейном Єнісею з південного сходу на північний захід пролетіла велика вогняна куля. Політ завершився вибухом на висоті 7—10 км над незаселеним районом тайги. Потужність вибуху оцінюється у 10—20 мегатонн (у тротиловому еквіваленті).
Вибухова хвиля двічі обігнула земну кулю. Вона була зареєстрована кількома метеостанціями в Англії, а у Потсдамі (Німеччина) було зареєстровано дві хвилі: одна безпосередньо від місця вибуху, та друга — з іншого боку земної кулі. Сейсмічні хвилі спостерігались в Іркутську, Ташкенті, Слуцьку, Єні, Тбілісі. За повідомленнями А. В. Вознесенського акустичні явища поширилися в радіусі близько 800 км (на площу понад 1 млн км²)[джерело?].
У результаті вибуху було повалено дерева на території понад 22 000 км². На нічному небі над територією від Атлантики до центрального Сибіру спостерігалось інтенсивне світіння хмар.

## Дослідження
Перші дослідження цього явища розпочато лише у 20‑х роках XX століття. До місця падіння об'єкта було надіслано експедиції, організовані АН СРСР, очолювані мінералогом Леонідом Куликом. Перша відбулася 1927 року, наступні п'ять тривали з 1927 по 1939 роки. На місці вибуху дерева було повалено радіально, хоча у центрі деякі з них залишилися стояти, однак без гілок. Більшість лісу вигоріло. Вивал лісу мав характерну форму «метелика», вісь симетрії якого добре збігається з напрямком польоту боліда — з південного сходу на північний захід.
На місці події не було виявлено очікуваних кратерів чи значних залишків метеорита. Не було виявлено ніяких слідів радіоактивного забруднення. Однак подальший аналіз частинок на місці падіння (у торфі) виявив дрібні оплавлені кульки силікатів та магнетиту з підвищеним вмістом алюмінію, брому, цезію, кобальту та іридію. Останній є звичайним для метеоритів, але дуже рідко трапляється на поверхні Землі. Іридій було виявлено також в антарктичній кризі 1908—1909 року утворення. Тому об'єкт часто називається «метеоритом», хоча існують і альтернативні версії його природи. Гіпотезу про те, що об'єкт був кометою, висунув Ігор Астапович. У 2013 році команда українських дослідників на чолі з Віктором Квасницею проаналізувала мікроскопічні зразки порід, зібраних з місця вибуху в 1978 році, та підтвердила їхнє метеоритне походження. Разом з тим ці зразки могли потрапити на Землю внаслідок падіння інших метеоритів, окрім Тунгуського. Кратер від падіння великого уламка могло заповнити озеро Чеко, невідоме до 1908 року.
Єдиного погляду на походження тунгуського «метеорита» немає. Розглядаються версії, що це могло бути і ядро невеликої комети (або уламок ядра комети Енке), кілька слабопов'язаних між собою метеорних тіл або кам'яний астероїд розміром 90—190 м. Космічне тіло рухалося назустріч Землі зі швидкістю близько 40 км/с та увійшло в атмосферу під кутом близько 30° до горизонту.

## Спогади безпосередніх свідків
Найближче до місця падіння в той час жили поодинокі евенки. Доволі докладний опис подій дали брати Чучанчі та Чекарена Шанягірь, що перебували за 30 кілометрів від місця падіння. Вони описували події в такій послідовності: землетрус, падіння дерев, грім, ще один землетрус, сильний жар (хвоя на деревах і мох почали горіти), поява «другого сонця», ще один грім, блискавка і ще один грім, вітер, настільки сильний, що збив братів з ніг, ще одна блискавка і ще два (усього п'ять) удари грому. Деякі з цих громів, ймовірно, були луною інших. Інші свідки також згадували грім, смерчі, вогонь у небі, сильний жар.

## Альтернативні версії

### Космічні
- Вибух в атмосфері комети. Оскільки комети складаються переважно з льоду та пилу, то речовина випарувалася, чим пояснюється відсутність ударного кратера. Подальше світіння неба можна пояснити розсіянням речовини в атмосфері. Подія збіглася з піком метеорного потоку β-Таурид (уламки комети Енке), що підтверджує цю теорію[9].
- Зіткнення Землі з мініатюрною чорною дірою. Американські фізики А. Джексон та М. Раян у 1973 році висунули гіпотезу, що з Землею зіткнулася первісна чорна діра, що сформувалася на ранніх етапах історії Всесвіту, коли щільність речовини була вища. Така чорна діра мала б дуже малі розміри та пройшла б крізь Землю, вилетівши в Північній Атлантиці в районі 40°-50° північної широти, 30°-40° західної довготи[10][11].
- Зіткнення зі згустком антиматерії. Американський фізик Філіп Дж. Вятт припустив у 1958 році, що метеорит складався з антиматерії й анігілював, не лишивши решток[12]. Віллард Ліббі та Клайд Коуен розвинули ідею Ваятта, дослідивши світові рівні вуглецю-14 у кільцях дерев і помітивши надзвичайно високі рівні в 1909 році. Однак, гіпотеза не пояснює чому метеорит не анігілював ще в верхніх шарах атмосфери[12][13].
- Втручання іншопланетян[14]. Популярна в фантастиці версія пояснює вибух у Сибіру катастрофою корабля іншопланетян або їхніми зловмисними діями[15]. Варіант — іншопланетяни збили об'єкт, який міг би спричинити ще більші руйнування[16].

### Земні
- Досліди сербського вченого Ніколи Тесли. Канадський письменник Спайдер Робінсон популяризував на початку 2000-х років версію, що вибух стався внаслідок експериментів Ніколи Тесли з бездротової передачі електричного струму[17], про які повідомлялося в 1907, 1908 та 1915 роках[18].
- Землетрус, що супроводжувався потужними атмосферно-електричними явищами[19].

## У культурі
Тема Тунгуського метеорита була популярна в фантастиці Радянського Союзу та соцтабору. В 1946 році в журналі «Вокруг света» вийшло оповідання-гіпотеза «Вибух» Олександра Казанцева. В творі йшлося про те, що «метеорит» насправді був кораблем інопланетян і вибухнув під час посадки. В 1970 році Казанцев написав нову версію «Вибуху», засновану на останніх дослідженнях. У новій версії говорилося, що корабель вибухнув ще в космосі, а «метеорит», що впав на Землю, був його орбітальним модулем.
Ідею Казанцева використав польський письменник Станіслав Лем у романі «Астронавти» (1951), екранізований як «Мовчазна зірка» (1961). Він розповідає про дослідження уламків корабля інопланетян, які мали намір захопити Землю, але зазнали катастрофи. Брати Стругацькі в сатиричній повісті «Понеділок починається в суботу» (1965) писали, що корабель прилетів з іншого простору, де час плине в зворотному напрямку; тому корабель насправді не вибухнув, а влаштував пожежу й відлетів у минуле. Саме тому дослідники не знайшли його уламків.
У серії книг «Пригоди Аліси» Кира Буличова присутні різні версії щодо природи «метеорита». В оповіданні «Своя людина в минулому» згадується, що вибух стався через невдале випробування машини часу. Друга версія згадується у повісті з книги «Мільйон пригод» і описує як двоє дослідників вирушають у минуле й знаходять у Сибіру ядро комети. У творі «Таємниця Урулгана» вибух пояснюється аварією космічного корабля.
Особливо популярною тема Тунгуського метеорита стала наприкінці 1980-х. Редакція літературного журналу «Уральский следопыт» навіть опублікувала оголошення з проханням не надсилати в журнал твори про Тунгуський феномен. На Заході в той же час канадський письменник Спайдер Робінсон через книги «Серія Каллахана» популяризував версію, що вибух у тайзі спричинив своїми експериментами Нікола Тесла. Цю версію описав також Томас Пінчон у романі «Супротидення» (2006). Алістер Маклін у книзі «Цирк» (1975) писав, що метеорит складався з антиречовини. Ларрі Нівен в новелі «Прикордонний район Сол» (1975) запропонував, що «метеорит» був чорною дірою, спираючись на висловлену в 1973 році гіпотезу А. Джексона та М. Раяна про те, що мініатюрна чорна діра пройшла крізь Землю і вилетіла в Центральній Атлантиці. В гумористичному романі 1978 року Дональда Р. Бенсена «І написавши…» (1978) говориться як в альтернативній історії інопланетяни здійснили аварійну посадку не в Росії, а біля Сан-Франциско, а потім спровокували Першу світову війну з метою підштовхнути розвиток людських технологій і нарешті покинути Землю.
У 1990-ті вийшла повість для підлітків російського письменника Євгена Некрасова «Золота жила для Бліна». Її головний герой, школяр Блінков, вирушає в експедицію до місця падіння метеорита. В фентезійній книзі «Кафедра Мандрівників» Вадима Панова Тунгуський метеорит пов'язують із вигаданим джерелом магічної енергії — Троном.
У коміксі Marvel Comics «Найгірший кошмар» (2004) «метеорит» виявляється інопланетним кораблем, на якому на Землю потрапив андроїд Віжен з метою попередити про наближення Галактуса; а Сталін проводив дослідження з інопланетянами та їхніми технологіями. В коміксах, супутніх до серії відеоігор Assassin's Creed згадується як в Сибіру вибухнула лабораторія тамплієрів, знищена асасинами за допомогою «променів смерті» Ніколи Тесли.
Вибух біля Тунгуски двічі згадується в серіалі «Цілком таємно», в епізодах «Тунгуска» та «Терма», де зазналий аварій космічний корабель інопланетян став джерелом вірусу. В японському серіалі «Хроніки Ультрамена Орба» (2017) згадується катастрофа в вигаданій країні Русарука, що явно посилається на Тунгуську катастрофу й сталася через боротьбу Ультрамена проти інопланетного чудовиська Мегазеттона.
У 2016 році ООН проголосила 30 червня (дату вибуху Тунгуського метеорита) Міжнародним днем астероїдів, щоб підвищити обізнаність про астероїди та зусилля щодо захисту планети від них.
Подіям у зоні падіння Тунгуського метеорита присвячена відеогра Tunguska: The Visitation (2021). Гіпотеза про інопланетну природу «метеорита» лежить в основі передісторії відеоігрових серій Crysis (2007-2013) і Resistance (2006-2012).